# Hypocrita crocota
Hypocrita crocota är en fjärilsart som beskrevs av Druce 1899. Hypocrita crocota ingår i släktet Hypocrita och familjen björnspinnare. Inga underarter finns listade i Catalogue of Life.